# Horacio Darío Onzari
Horacio Darío Onzari (14 de agosto de 1933-9 de noviembre de 1985) fue un futbolista argentino de gran desempeño en el club Almirante Brown. Era hijo de otra gloria del fútbol argentino, Cesáreo Onzari, quien marcara el famoso primer gol olímpico a Uruguay en 1924.

## Campañas y características
Surgido de las divisiones inferiores de Huracán, jugó en el primer equipo entre 1954 y 1956, y nuevamente en 1958 tras ser cedido a Atlanta. Vistió la camiseta aurinegra entre los años 1965 a 1968, ambos inclusive. Jugó 97 partidos en los que, a pesar de no ser su función, marcó nada menos que 47 goles, con una media de 0,48 goles por partido. Muchos fueron de penal y de tiro libre, ya que destacaba por su buen disparo. Marcó goles decisivos para el ascenso de Almirante Brown a Segunda de Ascenso en 1965.
Antes había actuado en las inferiores de Huracán, después en Banfield, Atlanta (formando la dupla que se repitiera en Almirante Brown con Osvaldo Guenzatti), Deportivo Español, Nueva Chicago y Sportivo Italiano, equipos donde también fue goleador.
Mediocampista de gran estilo y corrección dentro del campo, todos los que lo han conocido lo señalan también como excelente persona. A tal punto que fue el primer jugador de Almirante Brown en ganar el premio a la caballerosidad deportiva.